# 崖楠
崖楠（学名：Phoebe yaiensis）为樟科楠属下的一个种。

## 扩展阅读
- 維基物種上的相關：崖楠